# Issa Ibrahim
Issa Ibrahim (* 1922 in Zinder; † 13. Juli 1991 ebenda) war ein nigrischer Politiker.

## Leben
Issa Ibrahim gehörte der Volksgruppe der Hausa an. Er besuchte in seiner Heimatstadt Zinder die Grundschule und machte eine Ausbildung zum Sanitäter. Als solcher arbeitete er anschließend in Mirriah, Magaria und Maradi. Er begann sich schon früh politisch zu engagieren. Lebensbedrohlich wurde die Situation für ihn, als er sich Anfang der 1940er Jahre öffentlich gegen den Nationalsozialismus aussprach, da ganz Französisch-Westafrika zu jener Zeit dem Vichy-Regime unterstand. 1946 trat Issa Ibrahim der Nigrischen Fortschrittspartei bei. Er erregte, nicht zuletzt durch seine Tätigkeit für die Parteipropaganda, weiterhin den Argwohn der französischen Kolonialbehörden und wurde zeitweise in der Haftanstalt Tillabéri inhaftiert. Im Jahr 1959 wurde er in die nigrische Territorialversammlung gewählt und war für die unabhängige Republik Niger (ab 1960) Senator der Communauté franco-africaine.
Am 23. November 1965 wurde Issa Ibrahim als Gesundheitsminister in die Regierung seines Parteifreundes Hamani Diori berufen. Am 15. Januar 1970 wurde er stattdessen Post- und Telekommunikationsminister. Seyni Kountché setzte Hamani Diori am 15. April 1974 durch einen Putsch ab. Issa Ibrahim wurde wie die meisten Minister verhaftet und in einem Militärlager in Agadez eingesperrt. 1984 wurde er nach Zinder verlegt, wo er unter Hausarrest gestellt wurde. Seine endgültige Freilassung erfolgte nach dem Tod Seyni Kountchés im November 1987. Er starb knapp vier Jahre später.

## Ehrungen
- Médaille de la Résistance (1953)[3]